# Jördis Triebel
Jördis Triebel (Berlino Est, 30 ottobre 1977) è un'attrice tedesca.

## Filmografia parziale

### Cinema
- Emmas Glück, regia di Sven Taddicken (2006)
- Una donna a Berlino (Anonyma - Eine Frau in Berlin), regia di Max Färberböck (2008)
- Warten auf Angelina, regia di Hans-Christoph Blumenberg (2008)
- This Is Love, regia di Matthias Glasner (2009)
- La papessa (Die Päpstin), regia di Sönke Wortmann (2009)
- Die Friseuse, regia di Doris Dörrie (2010)
- Meine Schwestern, regia di Lars Kraume (2013)
- West (Westen), regia di Christian Schwochow (2013)
- Wolfskinder, regia di Rick Ostermann (2013)
- L'uomo perfetto (Der fast perfekte Mann), regia di Vanessa Jopp (2013)
- Ein Atem, regia di Christian Zübert (2015)
- Ich und Kaminski, regia di Wolfgang Becker (2015)
- Familienfest, regia di Lars Kraume (2015)
- Robby & Toby - Missione spazio (Robbi, Tobbi und das Fliewatüüt), regia di Wolfgang Groos (2016)
- Krieg, regia di Rick Ostermann (2017)
- Das schweigende Klassenzimmer, regia di Lars Kraume (2018)
- Idioten der Familie, regia di Michael Klier (2018)
- 25 km/h, regia di Markus Goller (2018)
- My Zoe, regia di Julie Delpy (2019)
- In einem Land, das es nicht mehr gibt, regia di Aelrun Goette (2022)
- Die drei ??? - Erbe des Drachen, regia di Tim Dünschede (2023)
- Irgendwann werden wir uns alles erzählen, regia di Emily Atef (2023)
- Blood & Gold, regia di Peter Thorwarth (2023)
- Das fliegende Klassenzimmer, regia di Carolina Hellsgård (2023)

### Televisione
- Wolff, un poliziotto a Berlino (Wolffs Revier) – serie TV, episodio 13x12 (2005)
- Der Kommissar und das Meer – serie TV, episodio 1x01 (2007)
- Das Duo – serie TV, episodio 1x17 (2008)
- Squadra speciale Lipsia (SOKO Leipzig) – serie TV, episodio 11x05 (2010)
- SOKO Wismar – serie TV, episodio 8x13 (2011)
- Rosa Roth – serie TV, episodio 1x30 (2012)
- Ultima traccia: Berlino (Letzte Spur Berlin) – serie TV, episodio 2x09 (2013)
- Weissensee – serie TV, 6 episodi (2018)
- Dark – serie TV, 20 episodi (2017-2020)
- Tatort – serie TV, 2 episodi (2010-2021)
- L'imperatrice (Die Kaiserin) – serie TV, 3 episodi (2022)
- Babylon Berlin – serie TV, 40 episodi (2017-2022)